# Liste der Kulturgüter in Attalens
Die Liste der Kulturgüter in Attalens enthält alle Objekte in der Gemeinde Attalens im Kanton Freiburg, die gemäss der Haager Konvention zum Schutz von Kulturgut bei bewaffneten Konflikten, dem Bundesgesetz vom 20. Juni 2014 über den Schutz der Kulturgüter bei bewaffneten Konflikten sowie der Verordnung vom 29. Oktober 2014 über den Schutz der Kulturgüter bei bewaffneten Konflikten unter Schutz stehen.
Objekte der Kategorien A und B sind vollständig in der Liste enthalten, Objekte der Kategorie C fehlen zurzeit (Stand: 1. Januar 2023).

## Kulturgüter
| Foto |                                                                                         | Objekt | Kat. | Typ | Standort                          | Beschreibung |
| ---- | --------------------------------------------------------------------------------------- | --- | ---- | --- | --------------------------------- | ------------ |
| ja   | Datei hochladen · Wikidata zu Kirche Notre-Dame de l’Assomption (Q19362853)             | Kirche Notre-Dame de l’Assomption / Église de Notre-Dame de l’Assomption KGS-Nr.: 01937                      | A    | G   | Rue de l’Église 7 554760 / 151230 |              |
| ja   | Datei hochladen · Wikidata zu Schloss Attalens, ehemals Sitz eines Landvogts (Q2968145) | Schloss Attalens, ehemals Sitz eines Landvogts / Château d’Attalens puis résidence baillivale KGS-Nr.: 01936 | B    | G   | Rue du Château 27 554620 / 150900 |              |